# Marrit Leenstraová
Marrit Leenstraová (* 10. května 1989 Wijckel) je nizozemská rychlobruslařka.
Na Světovém poháru debutovala v listopadu 2006 na mítinku v Moskvě. Do dalších mezinárodních závodů nastoupila až následující sezónu, v níž vybojovala na Mistrovství světa juniorů 2008 zlatou medaili, na seniorském světovém šampionátu ve víceboji skončila na 12. místě a na Mistrovství Evropy dojela v celkovém pořadí jako šestá. V dalších dvou sezónách závodila především ve Světovém poháru, první seniorskou medaili si odvezla z evropského šampionátu 2011, kde získala bronz. Tentýž rok skončila na vícebojařském mistrovství světa čtvrtá, stejnou příčku obsadila v závodě na 1000 m na Mistrovství světa na jednotlivých tratích 2011. V sezóně 2010/2011 Světového poháru se v celkovém umístění v závodech na 1500 m umístila na druhém místě, v následující sezóně byla třetí a v ročníku 2012/2013 celkové pořadí na trati 1500 m poprvé vyhrála. V roce 2012 debutovala na sprinterském mistrovství světa, kde skončila osmá. Zúčastnila se Zimních olympijských her 2014, kde se v závodě na 500 m umístila na 19. místě, na trati 1000 m byla šestá, na patnáctistovce čtvrtá a ve stíhacím závodě družstev získala zlatou medaili. Z MS 2015 si přivezla stříbrnou medaili ze „stíhačky“. V sezóně 2014/2015 podruhé zvítězila v celkovém hodnocení Světového poháru na tratích 1500 m. Na světovém šampionátu 2016 nizozemský tým stíhací závod družstev vyhrál, stejně jako následující rok. Na Mistrovství Evropy 2018 vybojovala bronz v závodech na 1000 m a 1500 m a s nizozemským týmem zvítězila ve stíhacím závodě družstev. Ze Zimních olympijských her 2018 si přivezla bronzovou medaili z distance 1500 m, na trati 1000 m byla šestá a ve stíhacím závodě družstev získala stříbro.
V červenci 2014 se vdala za italského rychlobruslaře Mattea Anesiho.